# Hormius flavicauda
Hormius flavicauda är en stekelart som beskrevs av Granger 1949. Hormius flavicauda ingår i släktet Hormius och familjen bracksteklar. Inga underarter finns listade i Catalogue of Life.